# Александру Бойчук
Александру Бойчук (рум. Alexandru Boiciuc; нар. 21 серпня 1997, Кишинів, Молдова) — молдовський футболіст, нападник.

## Клубна кар'єра

### «Політехніка» (Ясси)
Вихованець клубу «Політехніка» (Ясси). За дорослу команду клубу дебютував у 18-річному віці в поєдинку румунського чемпіонату проти «Віїторула» (Констанца). Александру вийшов на поле на 90-й хвилині, замінивши Бояна Голубовича. Дебютним голом на професіональному рівні відзначився в програному (2:5) поєдинку чемпіонату Румунії проти «Пандурії». Перебуваючи на контракті в «Політехніці», двічі відправлявся в оренду. Спочатку грав у румунській «Сучаві», а потім — у молдовському «Мілсамі».

### «Тигру-Муреш» та «Мілсамі»
У 2017 році приєднався до друголігового «Тиргу-Муреш», у команді на поле виходив рідко. У румунській першості зіграв 5 матчів та відзначився 1 голом. По ходу сезону повернувся на батьківщину, де уклав договір з «Мілсамі». У Національному дивізіоні зіграв 4 матчі та відзначився 2-ма голами.

### «Вайле»
У січні 2018 року перебрався до данського клубу «Вайле». Контракт повинен був діяти до 30 червня 2020 року. Розглядався як заміна гравцю молодіжного складу данського клубу бразильцю Еріку Фаріашу, який залишив «Вайле». Проте в підсумку опинився в заявці першої команди. За нову команду дебютував 16 березня 2018 року в нічийному (0:0) поєдинку проти «Сківе».
4 липня 2018 року, після трьох зіграних матчів у чемпіонаті Данії, перейшов до молдовського клубу «Шериф» (Тирасполь). Другу частину сезону 2018/19 років провів в оренді в молдовському «Сфинтул Георге».

### «Карпати» (Львів)
У середині липня 2019 року відправився на перегляд до «Десни», проте чернігівському клубу не підійшов. Натомість, наприкінці серпня 2019 року підписав контракт з «Карпатами». Дебютував у футболці львівського клубу 30 серпня 2019 року в нічийному (0:0) виїзному поєдинку 6-го туру Прем'єр-ліги проти чернігівської «Десни». Александру вийшов на поле на 46-й хвилині, замінивши Фране Войковіца.

## Кар'єра в збірній
Викликався до юнацької та молодіжної збірних Молдови.
У футболці національної збірної Молдови дебютував 26 лютого 2018 року, вийшовши на поле на 70-й хвилині поєдинку проти Саудівської Аравії.

## Статистика виступів

### Клубна
Станом на 10 грудня 2017
| Клуб                         | Сезон             | Ліга                  | Ліга  | Ліга | Наці. кубок | Наці. кубок | Кубок ліги | Кубок ліги | Інші  | Інші | Загалом | Загалом |
| Клуб                         | Сезон             | Дивізіон              | Матчі | Голи | Матчі       | Голи        | Матчі      | Голи       | Матчі | Голи | Матчі   | Голи    |
| ---------------------------- | ----------------- | --------------------- | ----- | ---- | ----------- | ----------- | ---------- | ---------- | ----- | ---- | ------- | ------- |
| «Політехніка» (Ясси)         | 2014–15           | Ліга I                | 5     | 1    | 0           | 0           | 0          | 0          | —     | —    | 5       | 1       |
| «Політехніка» (Ясси)         | 2015–16           | Ліга I                | 4     | 0    | 1           | 0           | 1          | 0          | —     | —    | 6       | 0       |
| «Політехніка» (Ясси)         | 2016–17           | Ліга I                | 11    | 1    | 1           | 0           | 0          | 0          | 0     | 0    | 12      | 1       |
| «Політехніка» (Ясси)         | Загалом           | Загалом               | 20    | 2    | 2           | 0           | 1          | 0          | 0     | 0    | 23      | 2       |
| «Фореста» (Сучава) (оренда)  | 2015–16           | Ліга I                | 9     | 2    | 0           | 0           | 0          | 0          | —     | —    | 9       | 2       |
| «Мілсамі» (оренда)           | 2016–17           | Національний дивізіон | 13    | 6    | 1           | 0           | —          | —          | —     | —    | 14      | 6       |
| «Тиргу-Муреш»                | 2017–18           | Ліга 2                | 5     | 1    | 0           | 0           | 0          | 0          | —     | —    | 5       | 1       |
| «Мілсамі»                    | 2017              | Національний дивізіон | 4     | 2    | 0           | 0           | —          | —          | —     | —    | 4       | 2       |
| «Вайле»                      | 2017–18           | Перший дивізіон       | 3     | 0    | 0           | 0           | —          | —          | —     | —    | 3       | 0       |
| «Шериф» (Тирасполь) (оренда) | 2018              | Національний дивізіон | 0     | 0    | 0           | 0           | —          | —          | —     | —    | 0       | 0       |
| Усього за кар'єру            | Усього за кар'єру | Усього за кар'єру     | 54    | 13   | 3           | 0           | 1          | 0          | 0     | 0    | 58      | 13      |

## Досягнення
«Вайле»
- Перший дивізіон Данії
  -  Чемпіон (1): 2017/18

«Шериф» (Тирасполь)
- Національний дивізіон Молдови
  -  Чемпіон (1): 2018